# Elecciones generales de Bonaire de 2015
Elecciones generales tuvieron lugar en Bonaire el 18 de marzo de 2015. El Movimiento del Pueblo de Bonaire, el Bonaire Partido Democrático y el Bonaire Unión Patriótica ganaron cada uno tres de los nueve asientos.

## Resultados
| Partido                             | Votos | %    | Asientos | +/–   |
| ----------------------------------- | ----- | ---- | -------- | ----- |
| Movimiento del Pueblo de Bonaire    | 2 751 | 30,0 | 3        | Nuevo |
| Partido Democrático de Bonaire      | 2 718 | 29,6 | 3        | 0     |
| Unión Patriótica de Bonaire         | 2 289 | 25,0 | 3        | –1    |
| Pro Hustistia Unión                 | 645   | 7,0  | 0        | –1    |
| List 7                              | 406   | 4,4  | 0        | Nuevo |
| 1 Tim Magno                         | 364   | 4,0  | 0        | Nuevo |
| Alianza Cristiana de Bonaire        | 215   | 2,3  | 0        | Nuevo |
| Votos en blanco/nulos               |       | –    | –        | –     |
| Total                               | 9 173 | 100  | 9        | 0     |
| Electores registrados/participación |       | 78   | –        | –     |
| Fuente: The Daily Herald            |       |      |          |       |